# Menarini
El Grup Menarini és una empresa farmacèutica italiana. La seva seu central es troba a Florència (Toscana, Itàlia), i té tres divisions: Menarini Ricerche, Menarini Biotech i Menarini Diagnostics. Desenvolupa solucions farmacològiques per a malalties cardiovasculars, oncologia, dolor/inflamació, asma i antiinfecciosos. El 2020, la companyia tenia 17.650 empleats a tot el món.
L'empresa, valorada en 11.600 milions de dòlars, va ser heretada per Massimiliana Landini Aleotti i els seus tres fills, després de la mort del seu marit el maig de 2014.
Menarini va desenvolupar una prova ràpida de COVID-19 enmig de la Pandèmia de COVID-19 a Itàlia, capaç de donar un resultat en només 20 minuts.